# نقاهة

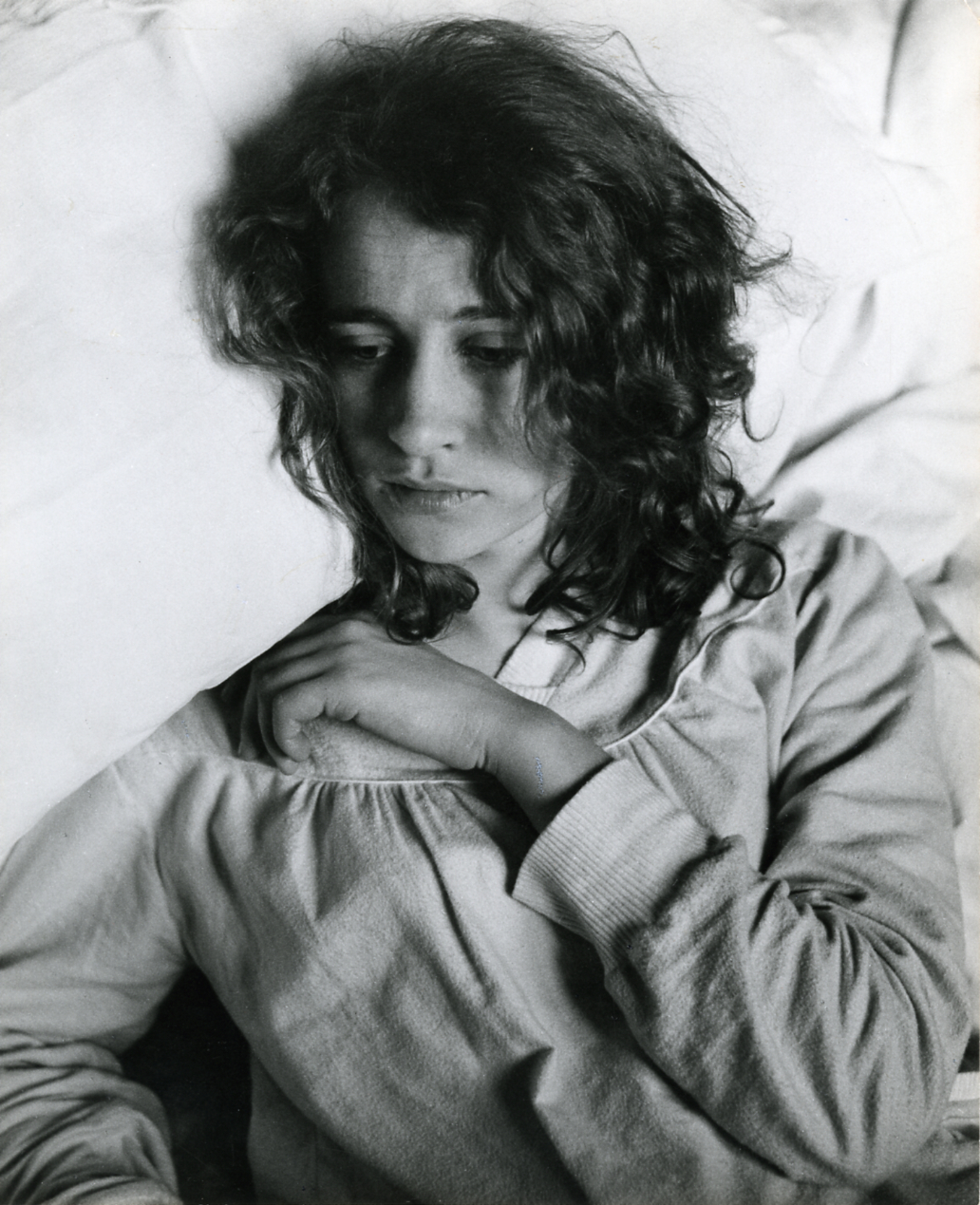

النقاهة هي استعادة الصحة والعافية تدريجيًا بعد المرض. وهي تشير إلى المرحلة التالية لمرض أو داء معدٍ عندما يتعافى المريض ويعود إلى حالته الطبيعية، ولكنه قد يظل مصدرًا للعدوى حتى وإن شعر بتحسن. وبهذا المعنى، فإن «التماثل للشفاء» يمكن أن يعتبر مصطلحًا مرادفًا له. وهذا يتضمن أيضًا في بعض الأحيان رعاية المريض بعد أن يجري عملية جراحية كبرى، والتي يطالب بسببها بزيارة الطبيب بانتظام لإجراء الفحوصات الدورية.
وتعرف «مرافق رعاية النقاهة» في بعض الأحيان بالاختصار CCF.